# Љубљана–дел (стара општина Вич–Рудник)
Љубљана-дел је некадашње насељено место у саставу градске општине Љубљана, Средњесловенска регија, Словенија.

## Историја
До територијалне реорганизације у Словенији била је у саставу града Љубљане, односно старе општине Вич–Рудник. 1994. године насеље је укинуто и спојено са још четири насеља под називом Љубљана-дел у јединствено насеље Љубљана.

## Становништво
| 199    |
| 50.711 |

Напомена: Године 1984. повећано за део насеља Подсмрека (Доброва-Полхов Градец). Године 1987. повећана за делове насеља Брест (Иг), Ишка Лока (Иг) и Матена (Иг). Године 1994. пет насеља под именом Љубљана-дел уједињено је у једно насеље Љубљана.